# 宁康乡
宁康乡是中华人民共和国广西壮族自治区梧州市藤县下辖的一个乡。
2012年4月20日，广西壮族自治区人民政府批复同意调整大黎镇行政区划设立宁康乡，管辖宁康、大塘、孟塘、永太、新旺、料南、都邦、平桂等8个村，乡人民政府驻地宁康村。
宁康乡在2005年区划调整中撤并入大黎镇，宁康与大黎没有道路可通，群众到镇政府办事要绕道平南县，造成严重不便。宁康片的9个行政村中，8个行政村强烈要求恢复设立宁康乡。最终经自治区人民政府同意，2012年恢复设立宁康乡。

## 行政区划
宁康乡下辖以下村级行政区划单位：
宁康村、新旺村、平桂村、孟塘村、大塘村、都邦村、永太村和料南村。